# Gaspar de Faria
Gaspar de Faria (Barcelos, ca. 1520 — Angra, 19 de março de 1576) foi o 6.º bispo de Angra, tendo governado a diocese entre 1571 e 1576.

## Biografia
D. Gaspar de Faria era filho de Sebastião de Faria e de sua mulher Grácia Machado Carmona, da família dos de Faria de Barcelos. Era clérigo do hábito de São Pedro, doutor em Sagrados Cânones pela Faculdade de Cânones da Universidade de Coimbra, sendo, à data da sua apresentação para o bispado de Angra, vigário-geral do Arcebispado de Lisboa.
Após ser confirmado bispo de Angra, deu entrada na sua dioceses no ano de 1572. Entre as suas primeiras acções conta-se a criação das vigararias correspondentes às actuais freguesias de São Pedro e de São Bento da cidade de Angra.
Foi um dos primeiros prelados angrenses a visitar as ilhas pertencentes à diocese, havendo notícia de que celebrou missa pontifical na Matriz de São Sebastião da cidade de Ponta Delgada. Também se lhe atribui a criação, por volta de 1576, da freguesia de São Pedro da Ribeira Seca, nos subúrbios da então vila da Ribeira Grande.
Há notícia de ter celebrado Pontifical Solene na igreja paroquial do Espírito Santo da freguesia da Vila Nova em dia de Pentecostes, sinal de que aquela povoação do Ramo Grande já era no século XVI o centro do culto do Divino Espírito Santo na ilha Terceira.
Alegando estar «inspirado por Deus» conseguiu pôr cobro ao escândalo que rodeava a oposição familiar ao casamento de Beatriz Dinis, filha de Gonçalo Vaz Dinis, com Brás Lourenço do Rego, membros das principais famílias da ilhas. Também obteve alvará régio de D. João III de Portugal, datado de 4 de Setembro de 1572, para que as côngruas do clero terceirense fossem pagas duas partes em trigo e uma em dinheiro e nas restantes ilhas metade em trigo e metade em dinheiro. Neste alvará avalia-se o trigo a 3$300 réis o moio, o que prova a sua abundância.
Alegando a frescura dos ares e a qualidade das águas, este prelado habitou por muito tempo numa sua quinta sita nas margens da Ribeira dos Moinhos, na freguesia da Agualva, na costa norte da ilha Terceira. Esta quinta ainda ostenta na frontaria as armas episcopais, existindo a tradição de que o bispo nela teria enterrado uma «grande baixela de prata e algum dinheiro», ao que parece já recuperada por ulteriores proprietários.
Faleceu repentinamente quando se encontrava na Sé de Angra. Foi enterrado naquele templo, junto do altar do Santíssimo Sacramento, da parte da Epístola.